# Río Fitz Roy
El río Fitz Roy o río Fitzroy (en inglés: Fitz Roy River) es un curso de agua de pocos kilómetros de longitud, ubicado al este de la isla Soledad, en las islas Malvinas. Fluye hacia el este, desde su nacimiento en las alturas Rivadavia (cerca del Cerro Rivadavia) hasta su desembocadura en el puerto Fitz Roy.